# Adrien d'Amboise
Adrien d'Amboise, né vers 1551 à Paris et mort le 29 juillet 1616 à Tréguier, est aumônier du roi Henri IV et évêque de Tréguier.

## Biographie
Fils de Jean d'Amboise chirurgien du roi et de Marie Fromager, et frère de François d'Amboise, il fait ses études au collège de Navarre où il suivit des cours de lettres et de philosophie. Se destinant à une carrière ecclésiastique, il suivit par la suite des cours de théologie. Il fut recteur de l'Université de Paris en 1579 et il publie, l'année suivante, chez Abel Angelier, une tragédie sacrée, en vers français, 32 folios, Holoferme tragédie sainte, tirée du livre de Judith. En 1582, il reçut sa licence de théologie mais ne fut peut-être pas docteur.
En entrant à Paris, en 1594, Henri IV le choisit comme aumônier et le nomma Grand maître du collège de Navarre. En 1595, il est nommé curé de Saint-André-des-Arts, à la place du ligueur Christophe Aubry. En 1604, Henri IV le nomme évêque de Tréguier à la place de Georges du Louët, doyen de l'église d'Angers. À ce titre, il présidera avec autorité les États de Bretagne, du 7 novembre 1607. Le 8 mars 1611, il participera à l'assemblée de la province ecclésiastique de Tours pour nommer un député à l'assemblée générale du clergé de France.
C'est à lui que l'on doit, à partir de 1608, la reconstruction du palais épiscopal de Tréguier, détruit pendant les guerres de Religion. Adrien d'Amboise mourut le 29 juillet 1616 et fut inhumé dans sa cathédrale de Tréguier. La plaque d'airain le recouvrant portait l'inscription suivante :
- Ambœsi pater eruditorum,
- argiva et latia madens minerva;
- paulina in cathedra diserte praeco,
- idemque hœreseos severe censor,
- pricarum nova norma episcoporum.